# 3-하이드록시아실-CoA 탈수소효소

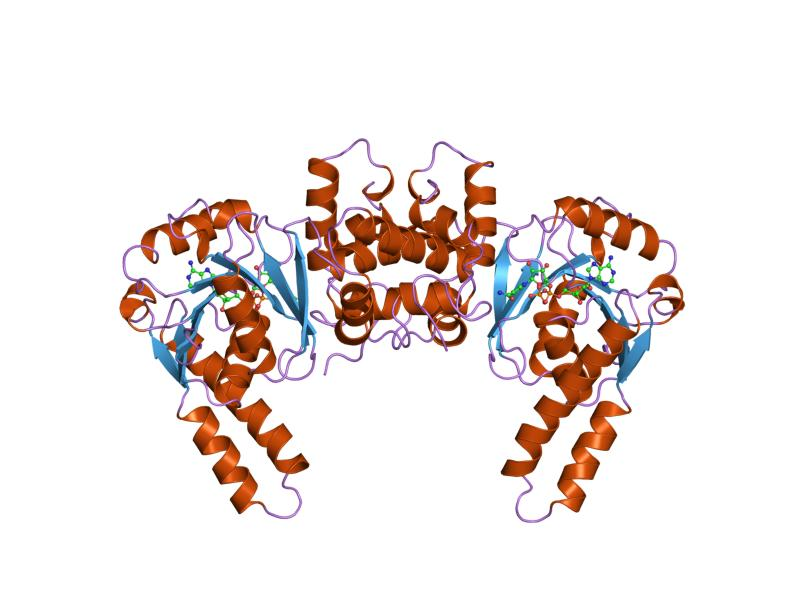

생리학에서 3- 하이드록시아실-CoA 탈수소효소(3-hydroxyacyl-CoA dehydrogenase)는 촉매 화학 반응의 효소이다.
(S)-3-hydroxyacyl-CoA + NAD+ {\displaystyle \rightleftharpoons } 3-oxoacyl-CoA + NADH + H+

## 같이 보기
- 에노일-CoA 수화효소
- β-케토싸이올레이스